# Alessandra Mari
Alessandra Mari (Montevarchi, 16 marzo 1770 – Montevarchi, 2 febbraio 1848) è stata una patriota italiana.

## Biografia

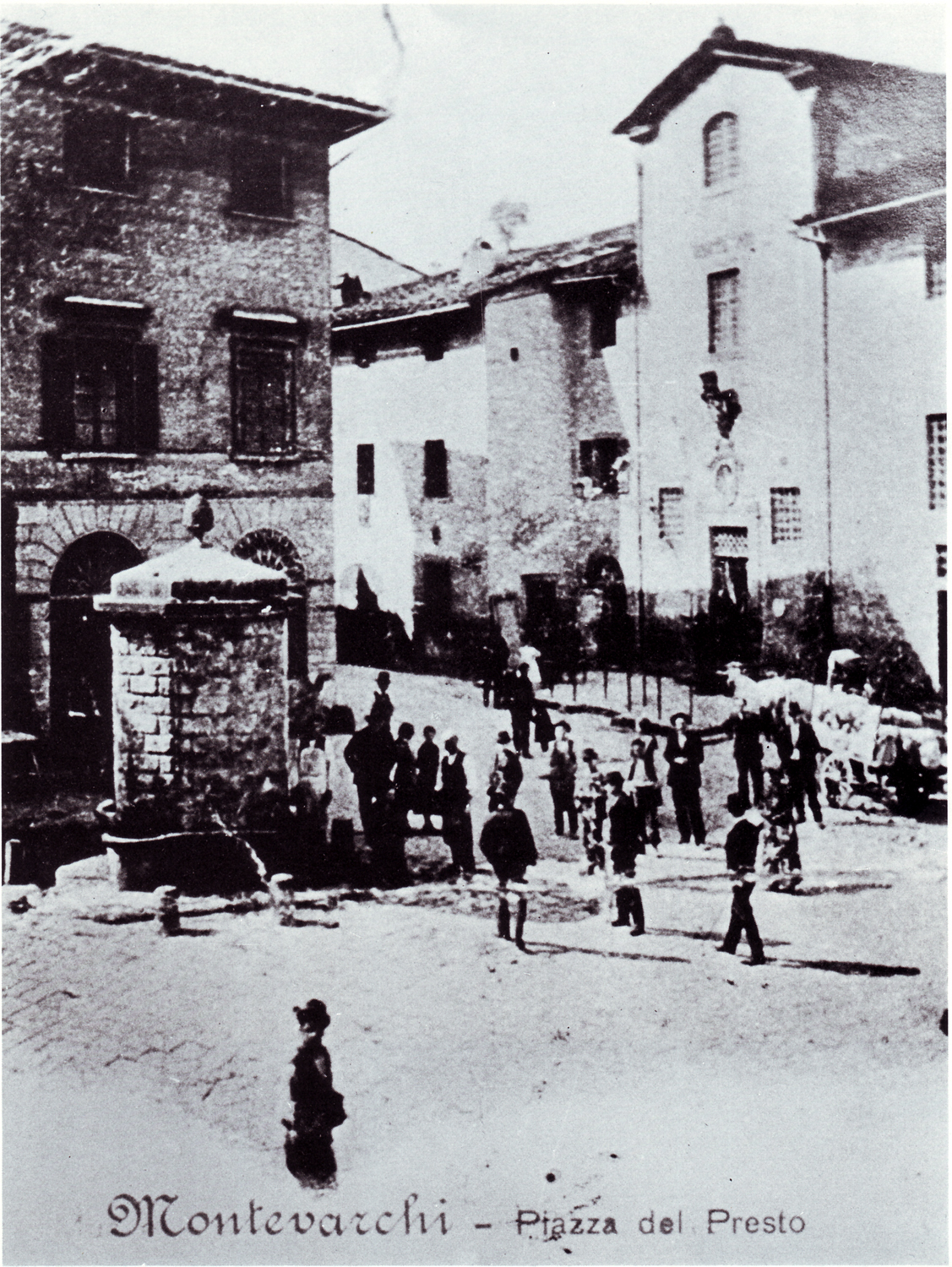
Piazza dell'Olmo con, sulla sinistra, la casa natale di Alessandra Mari

Alessandra Mari, chiamata Sandrina da tutti, di cognome faceva in realtà Cini, perché figlia di Orazio Cini di Levane e di Maria Maddalena Guerri, di Montevarchi, come si legge anche nei registri del comune di Montevarchi: «Cini Maria Alessandra Gaspera d'Orazio di Lorenzo del quondam Orazio e di Maria Maddalena del fu Antonio Guerri s.l.c. - nata il 16 marzo 1770 a ore 5 del mattino - battezzata il 16 - compare G.B. del fu Anton Maria Salimbeni». Il cognome Mari, con il quale viene sempre ricordata, lo prese solo successivamente sposando l'ufficiale dei dragoni Lorenzo Mari.
Il matrimonio che la renderà famosa fu celebrato a Firenze il 10 giugno 1786, nella chiesa di Santa Maria in Campo. E per Montevarchi fu un evento eccezionale anche perché su queste nozze circolava più di un aneddoto. Tutti sapevano che il padre di Alessandra e tutti i Cini commerciavano in grano e che tra i loro clienti c'erano anche i Mari di Montevarchi. Proprio per questo il giovane rampollo della famiglia, avendo spesso la possibilità di incontrare Sandrina mentre accompagnava i parenti sul lavoro, si era innamorato di lei, già bellissima nonostante fosse solo una ragazzina. Ed evidentemente neanche lui le era indifferente se un giorno, facendosi coraggio, si era presentato al padre e l'aveva chiesta in sposa. Ma, continua l'aneddoto, sebbene i Mari fossero nobili e ricchi Orazio Cini gli aveva risposto che non l'avrebbe concessa a nessuno se non a chi bazzicasse tra i barocci, una sorta di carro merci toscano, e i muli e non certo a un figlio di papà come lui. Lorenzo allora si era comprato un baroccio a cui aveva attaccato un mulo e si era messo a fare il barocciaio di piazza finché Orazio Cini non si era deciso ad acconsentire alle nozze.

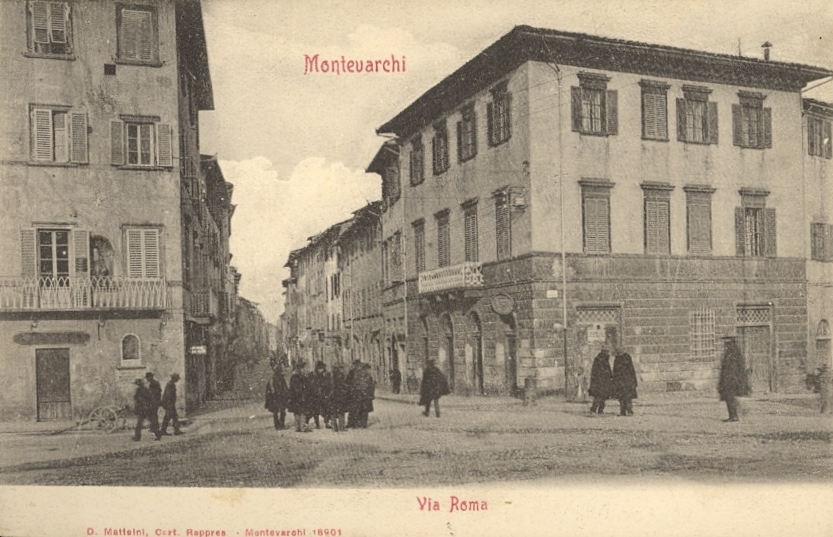
Il luogo dell'agguato

Che Alessandra, oltre che bella, fosse anche una ragazza di carattere lo dimostrò nel 1790 quando Montevarchi, sconvolta dalle riforme leopoldine volte a liberare la città dalle oligarchie politico-religiose che l'avevano dominata fin dal '500, era in pieno subbuglio. In particolare i defraudati, cioè gli ex fratelli della potentissima Fraternita del Sacro Latte, stavano portando avanti una faida cittadina contro tutti coloro che appoggiavano la politica illuministica del granduca tra cui appunto Alessandra Mari. Così, la sera della vigilia del Corpus Domini, mentre passeggiava con un amico vicino a casa Ulivieri, all'imbocco di via Roma, venne circondata da un gruppo minaccioso di gente. Un ragazzo prese a gridare "ban ban", il ritornello che precedeva il pestaggio, e cominciò a tirare la gonnella alla Mari. La Mari dette subito uno schiaffo al ragazzo e quando Vincenzo Soldani, uno dei capibanda del tumulto, si fece avanti e disse "chi ne vuole venga" Sandrina si gettò nella rissa fuoribonda che ne seguì senza nessuna esitazione. E ne uscì illesa.
Non a caso dunque, al momento dell'insurrezione antinapoleonica del Viva Maria scoppiata ad Arezzo nel 1799, arruolò una truppa di volontari e li guidò verso Firenze nel tentativo di restaurare il granduca. «Sandrina Mari vestita da donna e da guerriero insieme, montando un bel cavallo bianco, con a destra l'inseparabile ministro Wyndham e a sinistra il cappellano Fra Bortolo che portava sulla coscia una enorme croce di sughero, acclamata per la sua bellezza dai fiorentini, fece il trionfale ingresso in Firenze dalla porta San Niccolò alla testa di 2500 aretini; mentre altri 2500 provenienti da Pontassieve, vi entravano da Porta alla Croce. Lorenzo Mari nel momento critico tergiversava trattenuto a Montevarchi dalle amorose cure di certa Anna Del Vita che tentava di impedirgli di seguire la moglie insinuandogli che lei lo voleva spingere alla morte per liberarsene. Ma la Sandrina avendo energicamente protestato che sarebbe andata da sé lo convinse».

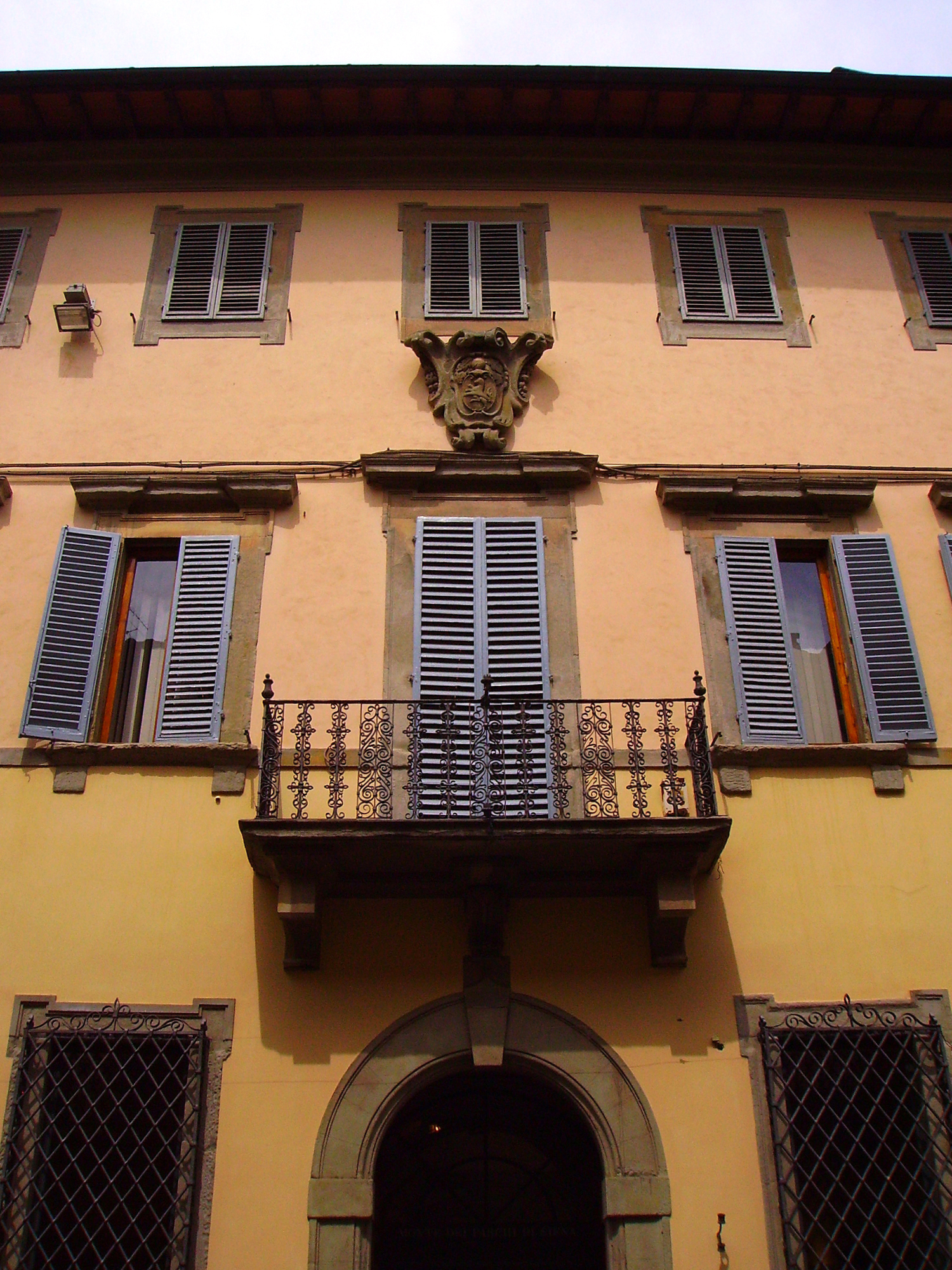
Palazzo Mari

Impossibile dire se Sandrina Mari desiderasse davvero la morte del marito o se erano tutte fantasie dell'amante di Lorenzo ma che la morte del capitano Mari la desiderasse Lord Wyndham, console inglese in Toscana e plenipotenziario per la resistenza contro Napoleone, questo è certo. Si vociferava all'epoca e si vocifera tutt'oggi che Wyndham fosse amante di Alessandra ma, in un modo o nell'altro, nessuno lo ha mai dimostrato. Accertato è invece che Wyndham si fosse innamorato della Mari e proprio a questa cotta andrebbe fatto risalire un episodio del 1798 che vide protagonista Cosimo Mari, uno dei sei figli della coppia, che nella tenuta di famiglia di San Giorgio a Villole presso Moncioni attentò senza successo alla vita del padre per poi essere aiutato da Wyndham a fuggire e ad arruolarsi sulla nave inglese "Minotauro".
Comunque sia il momentaneo successo del Viva Maria rese Alessandra Mari una celebrità tanto che nel suo palazzo, Palazzo Mari a Montevarchi, passarono a trovarla nel novembre del 1799 Carlo Emanuele IV di Savoia e sua moglie Maria Clotilde di Borbone-Francia e nel luglio del 1800 Ferdinando I di Borbone e Maria Carolina d'Asburgo-Lorena. Allo stesso tempo però non le mancarono le critiche, spesso feroci, come nel caso di Domenico Luigi Batacchi che le dedicò un poema satirico ed eroicomico dall'esaustivo titolo di "La Pulcella del Valdarno" in cui non risparmiò commenti anche pesanti sulla vita pubblica e privata di Alessandra e di suo marito.

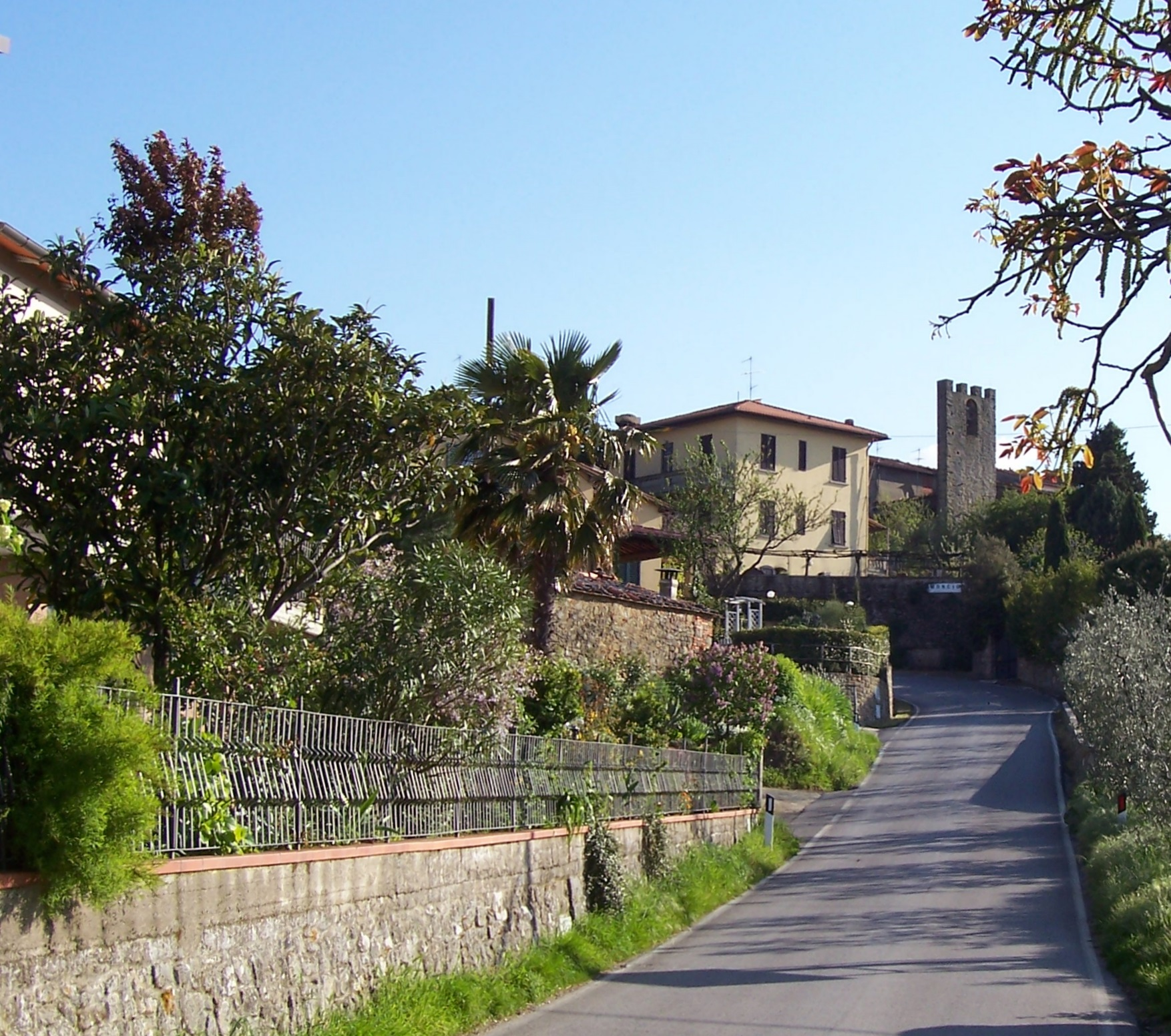
Moncioni

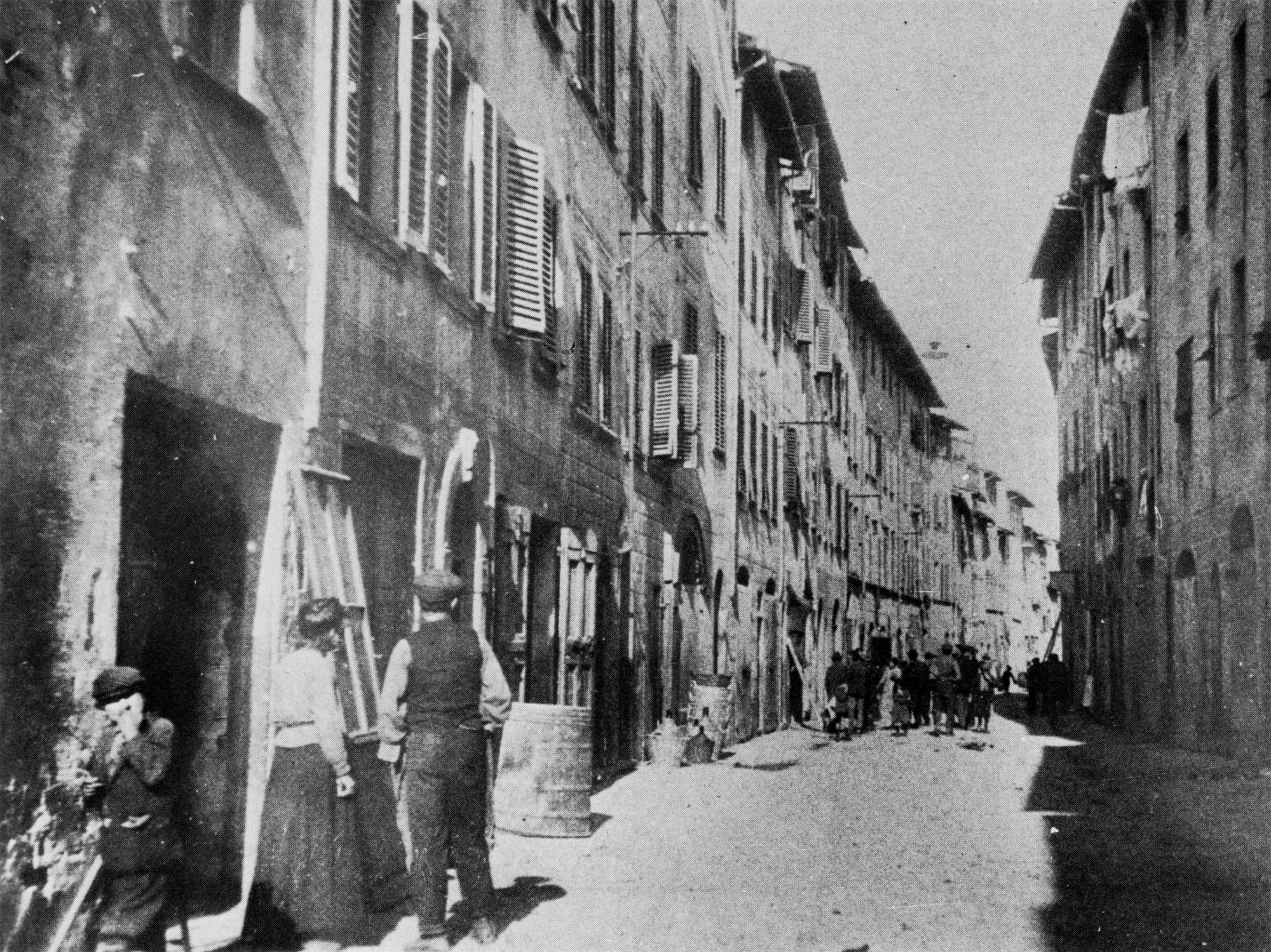
Via Cennano

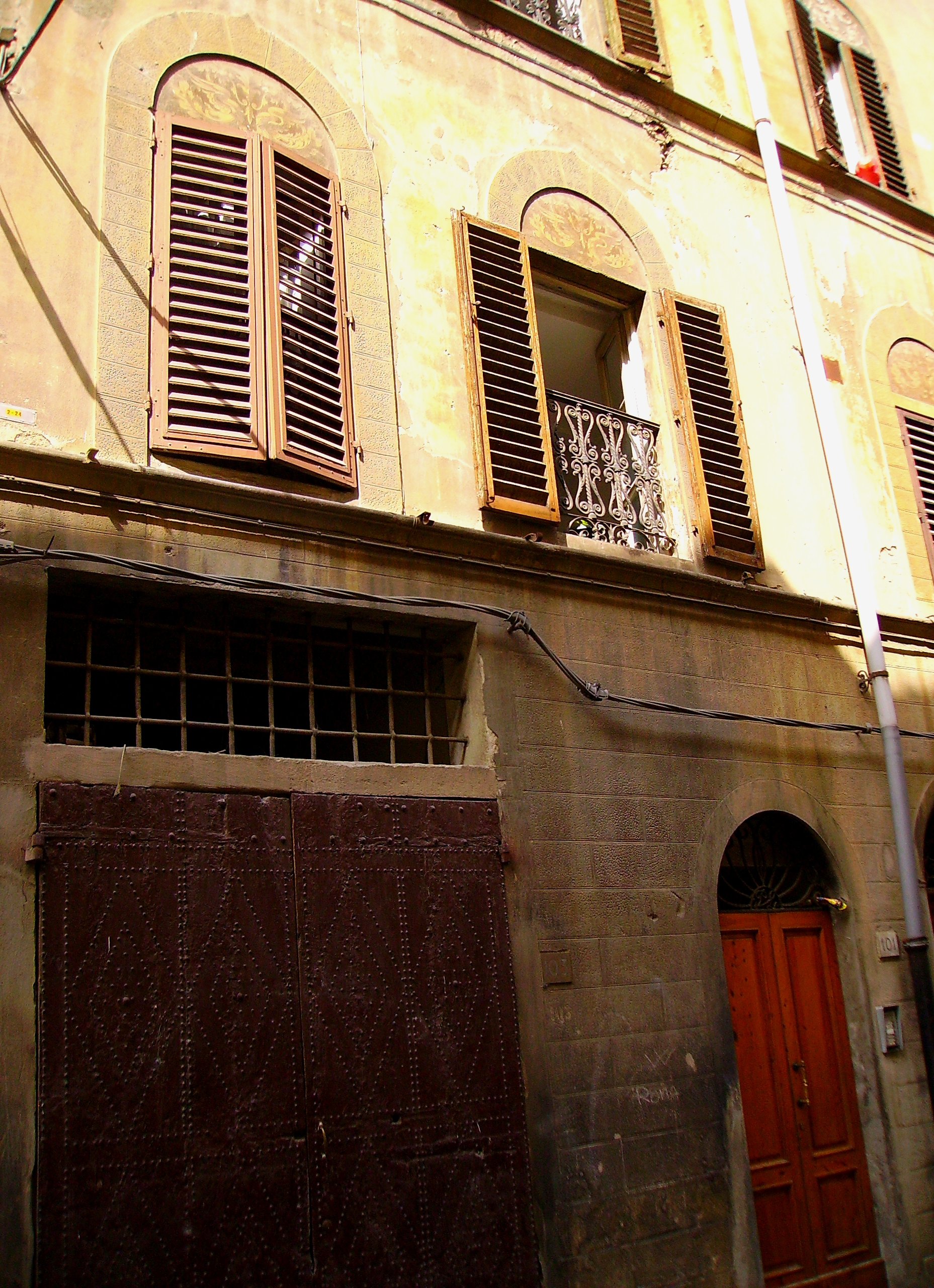
La casa dei Mari in via Cennano 103

Ma più che le infamie dei democratici, che certo preferivano i francesi all'assolutismo granducale restaurato dai Mari, fu soprattutto la riconquista napoleonica della Toscana che segnò un duro colpo per la coppia che, oltre a varie vessazioni e umiliazioni, nel 1808 si vide anche costretta, per ristrettezze economiche, a vendere il palazzo di Montevarchi ai Del Nobolo e la villa di Moncioni al pittore e accademico Giuseppe Marrubini. I due si trasferirono in un modesto palazzotto in via Cennano 103 che era allora la via del popolo e non dei signori. Ma più che per la perdita del palazzo signorile Alessandra fu addolorata nel cedere la tenuta di Villole dove era solita dare feste e ricevimenti e che ancora oggi parla di lei nella toponomastica come nel caso della Fraschetta Mari o del Borro Mari.
Qualche anno dopo però Napoleone rimase solo un ricordo e Alessandra, come scrive il suo biografo Ruggero Berlingozzi, «cessati i bollori politici, frequentò la corte di Firenze, sia durante il regno di Ferdinando III, a cui la Toscana fu debitrice di molte e utili riforme, sia durante quello del toscano morfeo che lemme lemme asciugava tasche e maremme. Anzi vi godè sempre molta influenza, si guadagnò il titolo di baronessa, concessole dopo il 1815 dall'Imperatore Francesco, e, quello che più monta, ebbe una bella pensione di oltre 2500 lire fiorentine che venne a godersi in patria, largheggiando di carità e di comodi della vita.
Tutti incontrandola, le si toglievano il cappello, salutandola con l'appellativo di Signora Sandrina e, ricevendone sorrisi, cenni cortesi, parole gentili e larghi soccorsi. Qualche volta la pensione finiva prima del tempo, ed ella dava una capatina a corte: e presentandosi a Leopoldo II gli diceva con una franchezza rara: La vostra pensione non mi basta: ricordatevi che v' ho tenuto in collo. E la pensione aveva il complemento richiesto per provvedere ai bisogni della sua casa, aperta ospitalmente ai parenti e agli amici che non era più il bel Palazzo Mari, ma la proprietà benché modesta casetta di Via Cennano, oggi appartenente ai fratelli Ghezzi.
Le piaceva vivere da signora. A Firenze teneva sempre carrozza, tranne quando andava a corte, ove si recava a piedi, perché pensava e diceva che coi potenti non bisogna dar sfoggio di agiatezza. A Montevarchi poi, non avendo carrozza, si faceva condurre alle conversazioni serali, che frequentava scrupolosamente, in quella famosa portantina, alla sua morte lasciata per ricordo alla famiglia Orsi.
Curava grandemente la sua persona ed anche da vecchia non celava l'ambizione di mostrare i ruderi di un'antica bellezza; e adoperava un curioso segreto per mantenere la freschezza delle sue carni. Vestiva con eleganza e con lusso, amando ornarsi di gioie e di braccialetti e portando sulla fronte un finimento singolare d'oro con perle incastonate, che a quei tempi si chiamava Sévigné.
Lampi dell'antica fierezza e risolutezza non le mancavano. Si ricorda dai vecchi che un tal signore di qui, dalla lingua lunga, e noto per una certa invocazione intercalare poco religiosa, aveva parlato a carico di lei. La messa ultima, anche in passato fu sempre a Montevarchi il ritrovo dell'eleganza; e la farmacia del Romanelli, in quell'ora, ha sempre formicolato di gaudenti, osservatori scrupolosi e un po' maldicenti. La Sandrina colse appunto quell'occasione; e presenti tutti, abbordò il malcapitato, schiaffeggiandolo di santa ragione, mentre dicevagli: così imparerai a tener la lingua al suo posto.
Sentiva fortemente l'amicizia ed era affettuosa verso i parenti, e più particolarmente coi bambini che spesso avvicinava. Lo potrebbe dire tra gli altri il Cav. Avv. Tito Cini che tutti gli anni riceveva dalla Sandrina i suoi bravi regali, alcuni de' quali egli tuttora conserva religiosamente.
Nello stesso tempo che amava i bambini, e forse perché li amava, desiderava per loro una educazione severa, scevra dalla effemminatezza. A Vesca, ospite della famiglia Orsi, si tratteneva molto coi bambini di casa, sui quali esercitava molta autorità e nello stesso tempo li divertiva. Un giorno, dalla sua camera, sentì che Giannino e la Gegia, bambini di pochi anni, gridavano contro il servitore, perché la loro merenda era piena di mosche; uscì sollecita di camera ed a suon di scappellotti li obbligò a gettar via le mosche ed a mangiarla, facendo loro capire che bisognava avvezzarsi fin da piccoli a vincere le cattive impressioni e la repugnanza dei sensi.
Costumava di gettare il buon seme nell'animo dei ragazzi, raccontando loro azioni generose, nelle quali molte volte aveva avuto non piccola parte. Strano impasto di donna, della quale non si riesce a spiegare la partecipazione alla lotta del '99: o piuttosto si spiega facilmente, ammettendo l'influsso del cattivo ambiente che alimentato dalla passione trascina ad atti contrari alla indole propria.

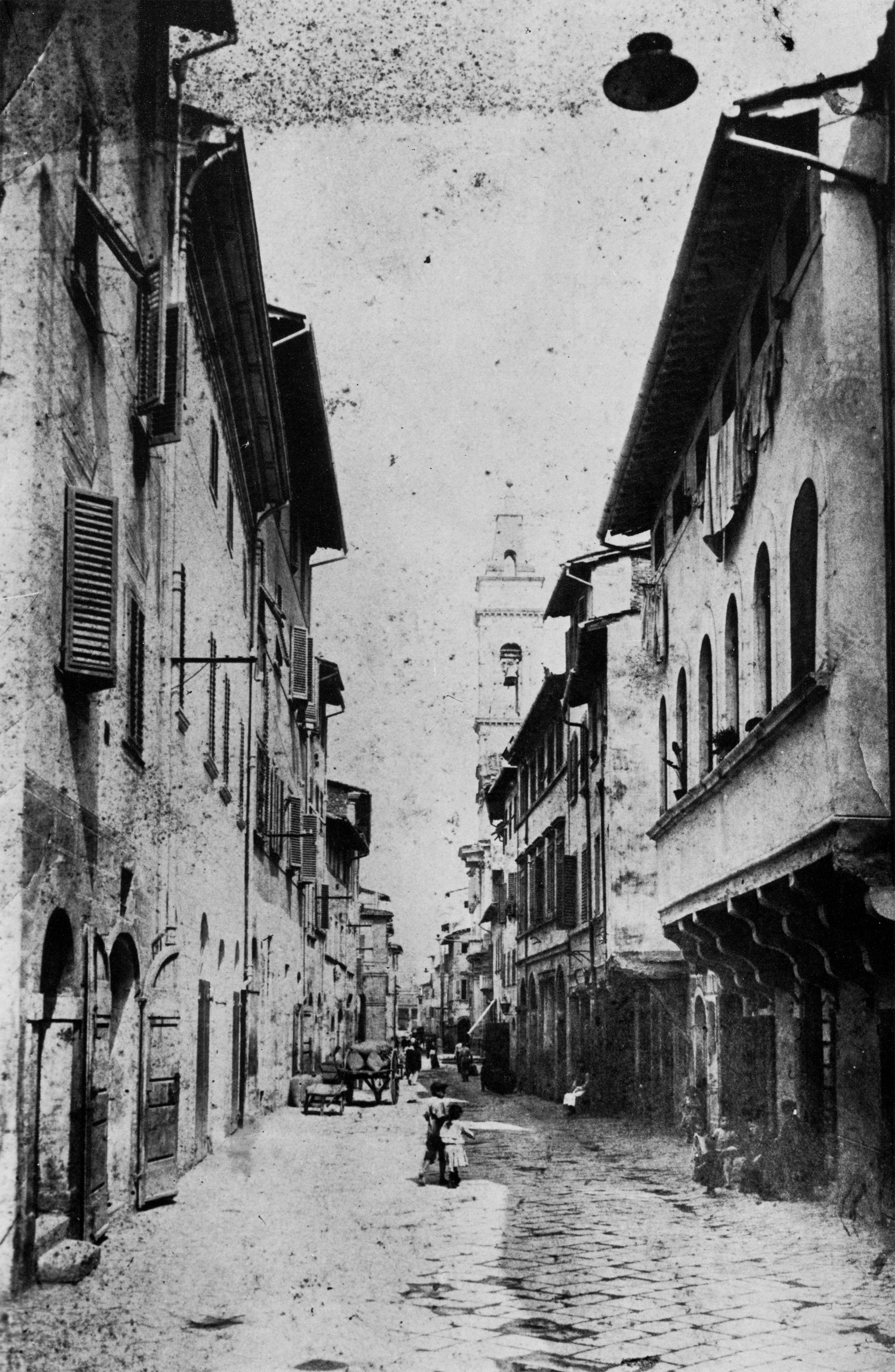
Via del Museo dove abitava la Cecchina Soldani

Alla villa Fenzi, presso Firenze, quando vedeva i bambini Bonaini e Fenzi che correvano a circondarla, perché narrasse loro qualche storia, spesso tornava a raccontare l'episodio della Cecchina Soldani che li aveva colpiti vivamente.
Questa cattiva madre, faceva parte della nobile famiglia a cui appartenne l'illustre scultore ed architetto Massimiliano, ed abitava la casa di Via del Museo, oggi di proprietà Guerri; quella casa intorno alla quale circola tuttora una paurosa leggenda di trabocchetti, di sotterranei, di spiriti maligni, nata forse dal fatto della Cecchina.
Aveva due figlie: una amatissima; l'altra Clarice, odiata per certi innati istinti bestiali che rare volte abbassano la natura umana al livello dei bruti. La Clarice era sempre tenuta segregata in un bugigattolo oscuro, di cui custodiva la chiave l'altra sorella, poco da meno della madre. Priva di luce, di nutrimento, quasi nuda, impiagata dalle battiture, esposta in qualche fredda notte d'inverno sul tetto della tetra casa, la misera Clarice gemeva orridamente. Già in Montevarchi si era subodorato il mistero, ma nessuno osava avvicinarsi a quella casa. Solo la Sandrina Mari ne ebbe il coraggio: ella poté penetrarvi durante l'assenza della madre, obbligò la carceriera ad aprire la carcere della Clarice, che da lei fu condotta via, denunciando la madre al podestà. Né bastò questo, perché interessò la Granduchessa alla vittima della Cecchina e la sovrana la collocò a proprie spese nel Conventino di Firenze».
Continuò a vivere in via Cennano come eroina della città e femminista ante litteram e alla sua morte venne sepolta nella chiesa dei padri Cappuccini di Montevarchi con l'epigrafe: «Alessandra Cini - vedova del colonnello Cav. Lorenzo De' Mari - è qui sepolta - donna per privilegio di natura e di fortuna - meglio straordinaria che rara - fu nota all'Italia - cui nei moti di Toscana - soccorrevole come seppe e le concessero i tempi - contro alle ire del franco invasore - avrà storica ricordanza. - Mancò di anni presso a 79 - con generale compianto - la sera del due febbraio 1848»

## Citazione
(Filippo Sergardi, per Attestato d' Amicizia e Stima Sincera)